# Samuel Hazewinkel
Samuel "Sam" Hazewinkel (4 de marzo de 1983) es un luchador estadounidense de lucha libre. Participó en los Juegos Olímpicos de Londres 2012 consiguiendo el 17.º lugar en la categoría de 55 kg. Obtuvo cuatro medallas en Campeonato Panamericano, de oro en 2012 y 2016. Dos veces representó a su país en la Copa del Mundo, en 2012 clasificándose en la 3.ª posición. Campeón Mundial Universitario de 2007.
Su padre Dave Hazewinkel y su tío Jim Hazewinkel participaron en los torneos olímpicos de lucha en México 1968 y Múnich 1972.